# Мислібуж (Лодзинське воєводство)
Мислібуж (пол. Myślibórz) — село в Польщі, у гміні Жарнув Опочинського повіту Лодзинського воєводства.
Населення — 106 осіб (2011).
У 1975-1998 роках село належало до Пйотрковського воєводства.

## Демографія
Демографічна структура станом на 31 березня 2011 року:
|          | Загалом | Допрацездатний вік | Працездатний вік | Постпрацездатний вік |
| -------- | ------- | ------------------ | ---------------- | -------------------- |
| Чоловіки | 59      | 9                  | 39               | 11                   |
| Жінки    | 47      | 10                 | 19               | 18                   |
| Разом    | 106     | 19                 | 58               | 29                   |